# Кеннет Волпін
Кеннет І. Волпін (англ. Kenneth I. Wolpin)— американський економіст, на даний момент почесний професор-дослідник і професор економіки в університеті Райса. В Університеті Пенсільванії він  був професором соціальних наук перед Волтером Аненбергом (Walter Annenberg) і Леонорою Аненберг (Leonore Annenberg) й професором економіки Лоуренсом Р. Кляйном. З 2008 по 2011 рік він також був редактором журналу Wiley International Economic Review, а також, з 1987 по 1997 рік, був співредактором журналу Університету Вісконсіна Journal of Human Resources.   

## Наукові інтереси
Його дослідження зосереджені на ринку праці та демографічних рішеннях домогосподарств та окремих осіб у динамічних умовах. Останні роботи присвячені тематиці: 
- роль суспільного добробуту та шлюбних ринків з урахуванням расових відмінностей в освіті, шлюбі, народжуваності та пропозиції робочої сили жінок;
- технологічні зміни у поясненні збільшення премії коледжу та різниці в оплаті праці чоловіків і жінок;
- вплив обмежень на запозичення на відвідування коледжу;
- важливість домашнього впливу для врахування расових відмінностей у когнітивних досягненнях.

Методологічний підхід, який він використовує, визнає критичну взаємодію між економічною теорією, даними та економетрикою.